# Campeonato Europeo de Halterofilia de 1968
El XLVII Campeonato Europeo de Halterofilia se celebró en Leningrado (URSS) entre el 19 y el 25 de junio de 1968 bajo la organización de la Federación Europea de Halterofilia (EWF) y la Federación Soviética de Halterofilia.

## Medallistas
| Evento  | Oro                                    | Plata                              | Bronce                                 |
| ------- | -------------------------------------- | ---------------------------------- | -------------------------------------- |
| 56 kg   | Imre Földi · Hungría · 350,0           | Walter Szołtysek · Polonia · 342,5 | Alexei Vajonin URSS 342,5              |
| 60 kg   | Mieczysław Nowak · Polonia · 380,0     | Dito Shanidze URSS 367,5           | Rudolf Kozłowski · Polonia · 360,0     |
| 67,5 kg | Waldemar Baszanowski · Polonia · 425,0 | Marian Zieliński · Polonia · 405,0 | Konstantin Tilev Bulgaria 402,5        |
| 75 kg   | Viktor Kurentsov URSS 462,5            | Yevgueni Smirnov URSS 460,0        | Werner Dittrich RDA 445,0              |
| 82,5 kg | Boris Selitski URSS 472,5              | Norbert Ozimek · Polonia · 470,0   | Karl Arnold RDA 465,0                  |
| 90 kg   | Jaan Talts URSS 512,5                  | Bo Johansson · Suecia · 495,0      | Kaarlo Kangasniemi · Finlandia · 490,0 |
| +90 kg  | Leonid Zhabotinski URSS 570,0          | Serge Reding · Bélgica · 527,5     | Manfred Rieger RDA 525,0               |

1. 1 2 3  Fuerza (kg) + arrancada (kg) + dos tiempos (kg) = TOTAL (kg)

## Medallero
| Núm. | País      | Oro | Plata | Bronce | Total |
| ---- | --------- | --- | ----- | ------ | ----- |
| 1    | URSS      | 4   | 2     | 1      | 7     |
| 2    | Polonia   | 2   | 3     | 1      | 6     |
| 3    | Hungría   | 1   | 0     | 0      | 1     |
| 4    | Bélgica   | 0   | 1     | 0      | 1     |
| 4    | Suecia    | 0   | 1     | 0      | 1     |
| 6    | RDA       | 0   | 0     | 3      | 3     |
| 7    | Bulgaria  | 0   | 0     | 1      | 1     |
| 7    | Finlandia | 0   | 0     | 1      | 1     |
|      | TOTAL     | 7   | 7     | 7      | 21    |